# Präsidentschafts- und Parlamentswahl in Ghana 2012
Die Präsidentschafts- und Parlamentswahl in Ghana 2012 fand am 7. Dezember statt. Nach dem Tod des amtierenden Präsidenten John Atta Mills (NDC) am 24. Juli 2012 übernahm dessen Vizepräsident und Parteigenosse John Dramani Mahama die Regierungsgeschäfte und Neuwahlen wurden ausgeschrieben. Entgegen vorherigen Umfragen gewann John Dramani Mahama die Wahlen mit der absoluten Mehrheit von knapp über 50 %, so dass eine bei ausbleibender absoluter Mehrheit für den 28. Dezember 2012 geplante Stichwahl überflüssig wurde.
Zwischen dem 24. März und dem 5. Mai 2012 konnten sich die Wähler bei der Electoral Commission of Ghana in das Wahlverzeichnis eintragen lassen.
Anfang Dezember 2012 lag der oppositionelle Nana Akufo-Addo (NPP), der 2008 erst in der Stichwahl an Atta Mills gescheitert war, in Umfragen knapp vor seinem Herausforderer und Amtsinhaber Mahama; weiteren Kandidaten wurde keine Chance eingeräumt. 

## Ergebnisse

### Präsidentschaftswahl
| Kandidaten                                                 | Kandidaten                                              | Parteien                         | Stimmen    | %    |
| ---------------------------------------------------------- | ------------------------------------------------------- | -------------------------------- | ---------- | ---- |
|                                                            | John Dramani Mahama – Vize: Kwesi Amissah-Arthur        | National Democratic Congress     | 5.574.761  | 50,7 |
|                                                            | Nana Akufo-Addo – Vize: Mahamudu Bawumia                | New Patriotic Party              | 5.248.898  | 47,7 |
|                                                            | Paa Kwesi Nduom – Vize: Eva Lokko                       | Progressive People’s Party       | 64.362     | 0,6  |
|                                                            | Henry Herbert Lartey – Vize: John Amekah                | Great Consolidated Popular Party | 38.223     | 0,3  |
|                                                            | Hassan Ayariga – Vize: Helen Sanorita Dzatugbe Matrevi  | People’s National Convention     | 24.617     | 0,2  |
|                                                            | Michael Abu Sakara Foster – Vize: Nana Akosua Frimpomaa | Convention People’s Party        | 20.323     | 0,2  |
|                                                            | Jacob Osei Yeboah – Vize: Kelvin Nii Tackie             | unabhängig                       | 15.201     | 0,1  |
|                                                            | Akwasi Addai Odike – Vize: Fred Osei Agyen              | United Front Party               | 8.877      | 0,1  |
| Gesamt                                                     | Gesamt                                                  | Gesamt                           | 10.995.262 | 100  |
|                                                            |                                                         |                                  |            |      |
| Ungültige Stimmen                                          | Ungültige Stimmen                                       | Ungültige Stimmen                | 251.720    | 2,2  |
| Wähler                                                     | Wähler                                                  | Wähler                           | 11.246.982 | 80,2 |
| Wahlberechtigte                                            | Wahlberechtigte                                         | Wahlberechtigte                  | 14.031.793 |      |
|                                                            |                                                         |                                  |            |      |
| Quellen: Electoral Commission, Ergebnis – nach Wahlkreisen |                                                         |                                  |            |      |

Wahlberechtigte, falsche Anzahl: 14.158.890.
Nana Konadu Agyeman Rawlings, Gründerin der neu gegründeten National Democratic Party (NDC) und Ehefrau des ehemaligen Präsidenten Jerry Rawlings, wurde wegen Fehlern in ihrer Wahlbewerbung nicht zugelassen.

### Parlamentswahl
| Listen                                             | Listen                           | Stimmen    | %    | Mandate | +/- |
| -------------------------------------------------- | -------------------------------- | ---------- | ---- | ------- | --- |
|                                                    | New Patriotic Party              | 5.248.862  | 47,5 | 123     | +16 |
|                                                    | National Democratic Congress     | 5.127.671  | 46,4 | 148     | +32 |
|                                                    | Progressive People’s Party       | 182.649    | 1,7  | –       | ±0  |
|                                                    | Convention People’s Party        | 81.009     | 0,7  | –       | −1  |
|                                                    | People’s National Convention     | 72.618     | 0,7  | 1       | −1  |
|                                                    | National Democratic Party        | 33.857     | 0,3  | –       | ±0  |
|                                                    | Inter-Party Cooperation          | 15.561     | 0,1  | –       | ±0  |
|                                                    | United Front Party               | 3.322      | 0,0  | –       | ±0  |
|                                                    | Democratic People’s Party        | 3.013      | 0,0  | –       | ±0  |
|                                                    | New Vision Party                 | 1.232      | 0,0  | –       | ±0  |
|                                                    | United Renaissance Party         | 980        | 0,0  | –       | ±0  |
|                                                    | Independent People’s Party       | 679        | 0,0  | –       | ±0  |
|                                                    | Great Consolidated Popular Party | 653        | 0,0  | –       | ±0  |
|                                                    | Yes People’s Party               | 145        | 0,0  | –       | ±0  |
|                                                    | Ghana Freedom Party              | 77         | 0,0  | –       | ±0  |
|                                                    | Unabhängige Kandidaten           | 275.781    | 2,5  | 3       | −1  |
| Gesamt                                             | Gesamt                           | 11.048.109 | 100  | 275     | –   |
|                                                    |                                  |            |      |         |     |
| Ungültige Stimmen                                  | Ungültige Stimmen                | 178.243    | 1,6  |         |     |
| Wähler                                             | Wähler                           | 11.226.352 | 74,7 |         |     |
| Wahlberechtigte                                    | Wahlberechtigte                  | 15.031.680 |      |         |     |
|                                                    |                                  |            |      |         |     |
| Quelle: Ghana Gazette – No. 95, 24th December 2012 |                                  |            |      |         |     |